# لارن سسلمان
لارن سسلمان (انگلیسی: Lauren Sesselmann؛ زادهٔ ۱۴ اوت ۱۹۸۳) بازیکن فوتبال زن اهل کانادا است.
از باشگاه‌هایی که در آن بازی کرده‌است می‌توان به اسکای بلو اف‌سی، هیوستون دش، آتلانتا بیت، و اف سی کانزاس سیتی اشاره کرد.
وی همچنین در تیم ملی فوتبال زنان کانادا بازی کرده‌است.
وی در مسابقات کشوری و بین‌المللی در مجموع برندهٔ ۱ مدال طلا، ۱ مدال برنز شده‌است.